# Smedá
El Smědá, (en alemán: Wittig, en polaco: Witka) es un río de la República Checa y Polonia. Un afluente por la derecha del río Neisse con una longitud de 51,9 km (5,9 km en Polonia) y una superficie de cuenca de 331 km2 (60 km2 en Polonia).
El río nace de los tres arroyos de las montañas Jizera: Bílá Smědá, Černá Smědá y Hnědá Smědá, en la República Checa. El principal de ellos se considera al Bílá Smědá, que surge de las turberas situadas entre los montes Smědavská y Jizera. Desde el pueblo de Ostróżno hasta la desembocadura del arroyo Boreczek es un río fronterizo, fluye a través del lago Niedów (lago Witka) y desemboca en el río Neisse junto al palacio del pueblo de Radomierzyce.
En el tramo final del río dentro de los límites de la República Checa se ha creado la reserva natural Meandros de Smědé (Meandros de Witka) para proteger el paisaje natural del valle del río, la rica vegetación y los bosques ribereños de los meandros húmedos.
En Polonia, el nombre Witka se introdujo oficialmente en 1951, en sustitución del nombre alemán Wittig.

## Afluentes
| Derecha - Šindelový potok - Hájený potok - Libverdský potok - Pekelský potok - Lomnice - Řasnice - Bulovský potok - Kočičí potok | Izquierda - Bílý potok - Černý potok - Velký a Malý Štolpich - Holubí potok - Andělský potok - Minkovický potok - Višňovský potok - Boreček (Boreczek) |